# Patrik Lyrberg
Patrik Lyrberg (* 30. August 1976) ist ein schwedischer Schachspieler.
Im Jahre 1992 erhielt er den Titel Internationaler Meister. Bei der schwedischen Einzelmeisterschaft 1993 in Lindesberg belegte er den vierten Platz, ebenfalls Vierter wurde er bei der offenen dänischen Juniorenmeisterschaft 1996 in Lyngby. 2000 wurde er beim Heart of Finland Open in Jyväskylä hinter Viktor Gavrikov und Mark Taimanow Dritter. 2005 gewann er das Tusenmanna-Schnellschachturnier in Stockholm vor Lars Karlsson und Evgeny Agrest.
In der schwedischen Eliteserien spielte Lyrberg bis 2001 für den SK Rockaden Stockholm, mit dem er 1991/92, 1992/93, 1993/94, 1994/95, 1996/97, 1997/98 und 2000/01 schwedischer Mannschaftsmeister wurde und zwischen 1993 und 2000 sechs Mal an European Club Cups teilnahm. Danach spielte er bis 2007 für den Wasa SK, seitdem für den Verein Kungstornet aus dem Stockholmer Stadtteil Vasastaden, der in Saison 2011/12 noch in der vierthöchsten schwedischen Spielklasse, der Division II spielte, aber nach drei Aufstiegen in Folge in der Saison 2014/15 der Elitserien angehört. In der ungarischen Mannschaftsmeisterschaft spielte er zum Beispiel 1993, in der dänischen zum Beispiel von 1994 bis 1999 für Gistrup.
Seine Elo-Zahl beträgt 2436 (Stand: Oktober 2024), die höchste von ihm erreichte Elo-Zahl war 2477 im August 2015 sowie Dezember 2015 bis März 2016. Mit seiner Elo-Zahl von 2477 im August 2015 lag er auf dem zwölften Platz der schwedischen Elo-Rangliste.